# Parco nazionale Hazarganji-Chiltan
Il parco nazionale Hazarganji-Chiltan è un parco nazionale del Pakistan situato nel distretto di Mastung, nel Belucistan occidentale. Si estende tra i monti Chiltan a ovest e Hazarganji a est. Venne istituito nel 1980 per proteggere una rara sottospecie locale di capra selvatica, la Capra aegagrus chialtanensis.

## Geografia
Il parco copre una superficie di 155 km² di deserto e foresta ed è situato vicino al monte Koh-i-Chiltan, nei monti Sulaiman, circa 20 km a sud-ovest della città di Quetta.
Il nome «Hazarganji» significa «dai mille tesori» nella lingua locale e si riferisce alla rotta commerciale che attraversava queste montagne, percorsa, nell'arco dei secoli, dai greco-battriani, dai mongoli, dagli sciti e dalle tribù dei nomadi beluci.

## Flora e fauna
Le foreste del parco sono formate da alberi di Juniperus seravschanica, pistacchio, mandorlo e frassino.
Nel parco vivono 30 specie di mammiferi (9 specie di grandi mammiferi e 21 di piccoli mammiferi), 120 specie di uccelli (36 stanziali e 84 migratori) e 30 specie di rettili. Qui trovano rifugio 300-400 esemplari di markhor e circa 800 capi di capra selvatica. Alcuni esemplari di urial sopravvivono sulle pendici occidentali dei monti ad altitudini comprese tra 1500 e 2100 m di quota. Altri mammiferi presenti sono il lupo, la iena striata, il leopardo, il caracal, lo sciacallo dorato e l'istrice indiano. Tra gli uccelli ricordiamo la rarissima ubara di MacQueen, il grifone eurasiatico, il capovaccaio, il pecchiaiolo orientale (solo svernante), il falco laggar, il falco pellegrino, il gheppio, lo sparviero (solo svernante), l'assiolo indiano, il cuculo indiano, il gruccione europeo (solo nidificante), il ciukar, il succiacapre europeo (solo nidificante estivo), la pispola beccolungo, la bigia grossa orientale, la monachella variabile, il passero solitario, lo stiaccino, la sassicola di Stoliczka e il fringuello del deserto; tra i rettili presenti vi sono varani, la vipera di Russell, vipere rostrate e uromastici.